# Paulo Gilberto Gouveia da Costa
Paulo Gilberto Gouvêa da Costa (Cachoeira do Sul, 13 de maio de 1943) é um advogado e político brasileiro.
Filho de Aracely Antônio da Costa e de Maria Gouvêa da Costa. Formado em direito em 1966 pela Pontifícia Universidade Católica do Rio Grande do Sul em Porto Alegre.